# Bombardement du cinéma Rex d'Anvers
Ne doit pas être confondu avec Bombardement d'Anvers (1830).
Le bombardement du cinéma Rex d'Anvers, survenu le 16 décembre 1944 pendant la Seconde Guerre mondiale, constitue l'attaque de missile V2 la plus meurtrière de l'histoire (567 morts). 
Il touche Anvers, la deuxième plus grande ville de Belgique, et plus particulièrement le cinéma Rex dans lequel se trouvaient de nombreux soldats alliés, qui constituent la majorité des victimes.

## Contexte

### Fin de la guerre
La ville d'Anvers et son port sont un enjeu stratégique majeur pour les forces armées des deux camps. Elle est libérée par les forces armées britanniques et belges dès le 4 septembre 1944 après quatre années d'occupation allemande.
La prise de la ville et du port est l'objectif final de l'offensive von Rundstedt, lancée le même jour que le bombardement, le 16 décembre 1944, mais qui sera stoppée dans l'Ardenne belge.

### Le cinéma Rex
Le cinéma Rex était situé sur l'avenue De Keyser, en plein centre d'Anvers. Il fut conçu par l'architecte Léon Stynen et ouvrit ses portes en 1935.

## Déroulement
Le 16 décembre 1944 (premier jour de l'offensive des Ardennes), à 15 h 17 (UTC+1), un missile V2 est tiré par la SS-Werfer-Abteilung 500 (nl) depuis le site de lancement de Hellendoorn. Cinq minutes plus tard, le missile atterrit directement sur le toit du cinéma Rex d'Anvers où 1 000 à 1 200 personnes (dont un grand nombre de soldats alliés) assistent à une projection d'Une aventure de Buffalo Bill,.

## Bilan
Les effets de la frappe sont dévastateurs : le cinéma et une dizaine d'autres bâtiments sont entièrement détruits tandis que 567 personnes (dont 296 soldats alliés, majoritairement britanniques) sont tuées et au moins 291 autres (dont 194 soldats alliés) blessées. L'âge moyen des civils belges décédés (271) dans le bombardement est de 26 ans et plus de la moitié d'entre eux sont des femmes (64) ou des mineurs (74). Au total, une semaine entière est nécessaire pour sortir l'intégralité des cadavres des décombres. La plupart sont ensuite emmenés au zoo d'Anvers pour identification avant d'être inhumés au Schoonselhof.
En dehors des frappes atomiques contre le Japon, il s'agit du bombardement avec un unique projectile le plus meurtrier de la Seconde Guerre mondiale.

## Suites
Afin de laisser les Allemands dans le flou quant à l'efficacité réelle de leurs Wunderwaffen, la censure empêche toute couverture médiatique de l'événement. Cependant, il parvient tout de même aux oreilles d'Adolf Hitler mais avec des informations erronées sur sa date (17 décembre au lieu du 16) et son bilan humain (surévalué par les généraux allemands).
À la suite du bombardement, le bourgmestre d'Anvers Camille Huysmans décide de fermer tous les lieux publics clos (tels que les cinémas et les théâtres) et d'interdire les rassemblements de plus de 50 personnes dans la ville.
Le bâtiment du cinéma Rex est reconstruit en 1947 mais doit fermer ses portes en 1993 en raison d'une faillite. En 1995, il est détruit pour laisser place à un cinéma UGC. Aujourd'hui, une dalle située au devant de son ancien emplacement commémore le souvenir des centaines de victimes du bombardement du 16 décembre 1944.